# Klubi Sportiv Kastrioti
Il Klubi Sportiv Kastrioti, noto come KS Kastrioti o Kastrioti, è una società calcistica con sede a Kruja, in Albania.
Nella stagione 2024-2025 milita nella Kategoria e Parë, la seconda divisione del campionato albanese.

## Cronistoria
- 1926 - Fondato come Kastrioti Krujë
- 1949 - Rifondato come Krujë
- 1951 - Rinominato Puna Krujë
- 1958 - Rinominato KS Kastrioti Krujë

## Palmarès

### Competizioni nazionali
- Kategoria e Parë: 2

1994-1995, 2003-2004

### Altri piazzamenti
- Coppa d'Albania:

Semifinalista: 2011-2012
- Kategoria e Parë:

Secondo posto: 1989-1990, 2019-2020

## Organico

### Rosa 2020-2021
Aggiornata al 31 agosto 2020.
| N. |                    | Ruolo | Calciatore                |
| -- | ------------------ | ----- | ------------------------- |
| 1  | Albania (bandiera) | P     | Isli Hidi (vice-capitano) |
| 2  | Albania (bandiera) | D     | Franc Lena                |
| 3  | Albania (bandiera) | D     | Emiliano Çela (capitano)  |
| 4  | Albania (bandiera) | C     | Sokol Neziri              |
| 5  | Camerun (bandiera) | D     | Edy-Nicolas Boyom         |
| 6  | Albania (bandiera) | C     | Rei Nuriu                 |
| 7  | Brasile (bandiera) | A     | Devid                     |
| 8  | Albania (bandiera) | C     | Arbër Basha               |
| 10 | Albania (bandiera) | A     | Patrik Bardhi             |
| 11 | Brasile (bandiera) | C     | Agnaldo                   |
| 13 | Albania (bandiera) | D     | Silvester Shkalla         |
| 14 | Albania (bandiera) | A     | Klejdi Daci               |
| 16 | Albania (bandiera) | C     | Laurenc Xheka             |
| 17 | Albania (bandiera) | D     | Armando Rami              |

| N. |                    | Ruolo | Calciatore     |
| -- | ------------------ | ----- | -------------- |
| 19 | Albania (bandiera) | A     | Spartak Ajazi  |
| 20 | Albania (bandiera) | D     | Indrit Prodani |
| 22 | Albania (bandiera) | C     | Xhuljo Mehmeti |
| 23 | Albania (bandiera) | A     | Ermir Rezi     |
| 24 | Nigeria (bandiera) | D     | Lukman Hussein |
| 25 | Albania (bandiera) | C     | Fjoralb Deliaj |
| 26 | Albania (bandiera) | C     | Redon Danaj    |
| 33 | Albania (bandiera) | A     | Silvio Vokrri  |
| 99 | Nigeria (bandiera) | C     | Henry Okebugwu |
|    | Albania (bandiera) | P     | Arlis Shala    |
|    | Albania (bandiera) | D     | Regild Zeneli  |
|    | Albania (bandiera) | D     | Realf Zhivanaj |
|    | Albania (bandiera) | A     | Joan Çela      |

## Staff tecnico
- Allenatore:  Ramadan Ndreu
- Vice-Allenatore: ?
- Team Manager: ?
- Preparatore dei portieri: ?
- Preparatore atletico: ?
- Medico sociale: ?